# Pillangó utca metróállomás
A Pillangó utca a budapesti M2-es metróvonal állomása az Örs vezér tere és a Puskás Ferenc Stadion között, az Örs vezér téri mellett az M2-es vonal másik felszíni állomása.

## Jellemzői
A vágányokat a két szélső oldalon található peronok szolgálják ki, a peronokat híd köti össze. Az Örs vezér tere felől nézve a vágányok körülbelül az állomás közepétől egy enyhe bal irányú ívben fekszenek. Az állomás vágánykapcsolattal is rendelkezik, a szerelvények az Örs vezér tere és a Pillangó utca között húzódó próbapályára, illetve onnan tudnak átjárni.
Az állomástól nem messze a Kincsem Park helyezkedik el.

## Javaslat az átnevezésre
2006-ban a BKV Zrt. javaslatot tett a metróállomás átnevezésére, ami során a Kincsem Park nevet kapta volna. Az ötletet a Földrajzinév-bizottság a 2006. szeptember 18-i ülésén elutasította.

## Galéria

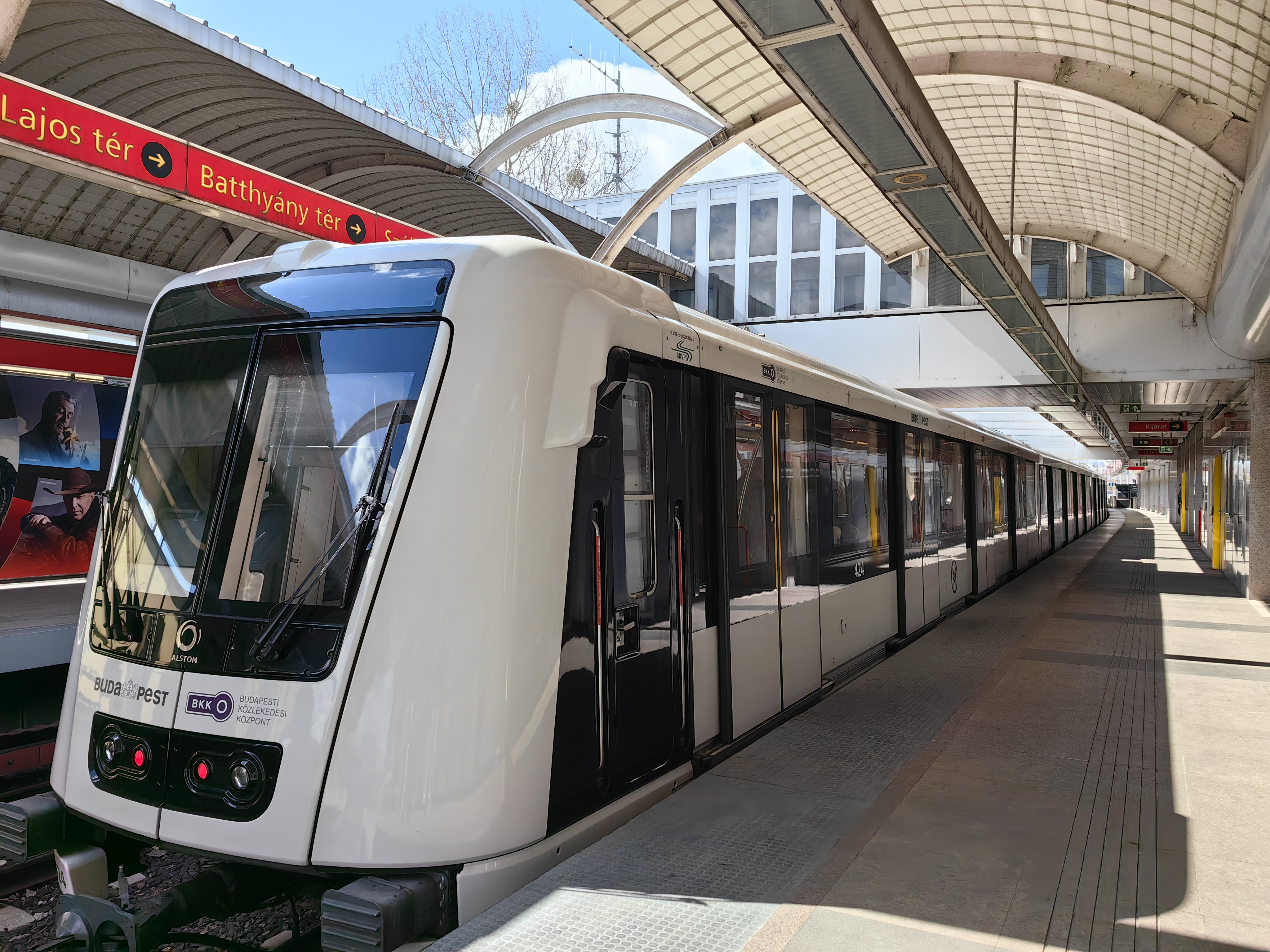
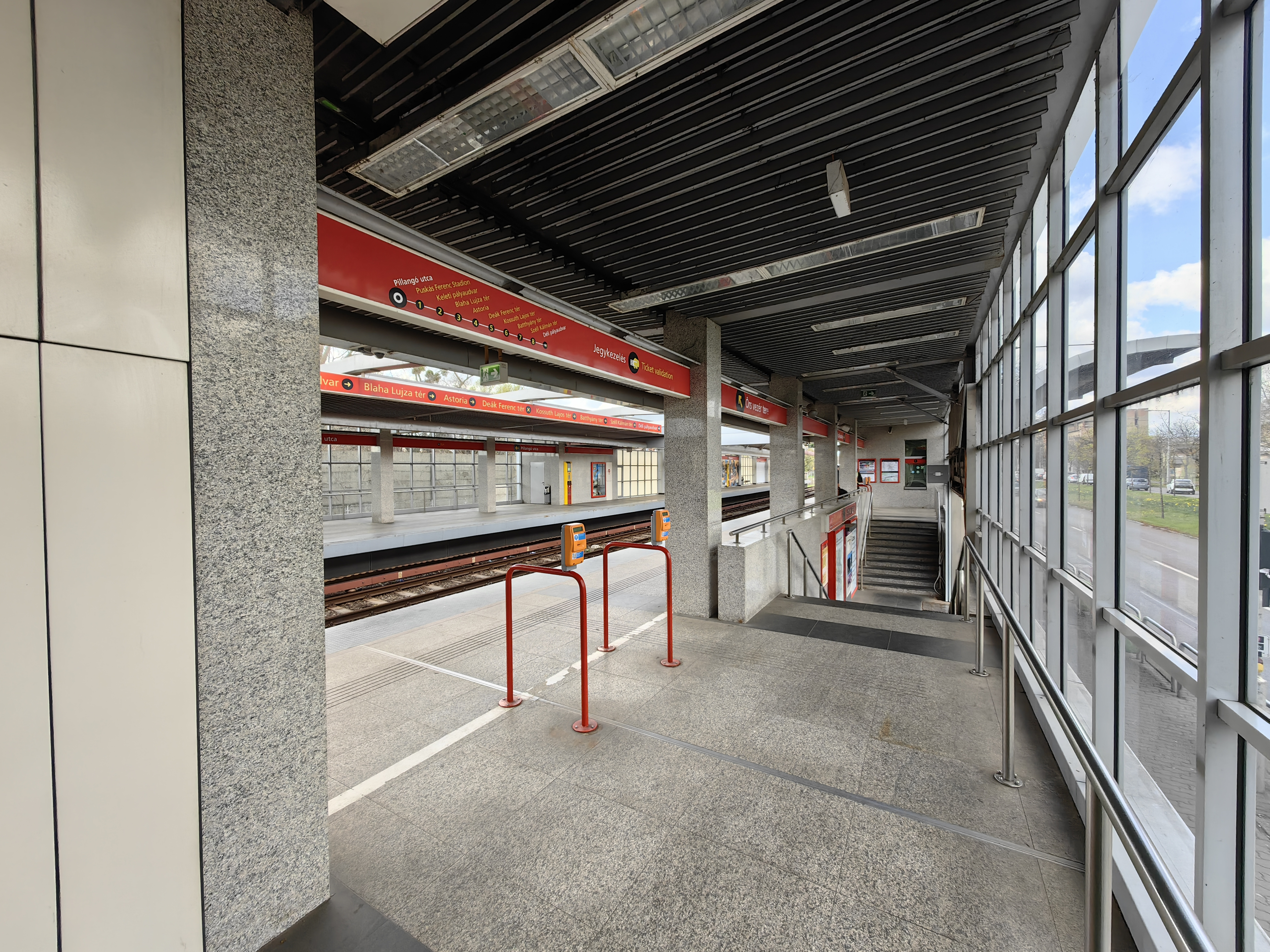
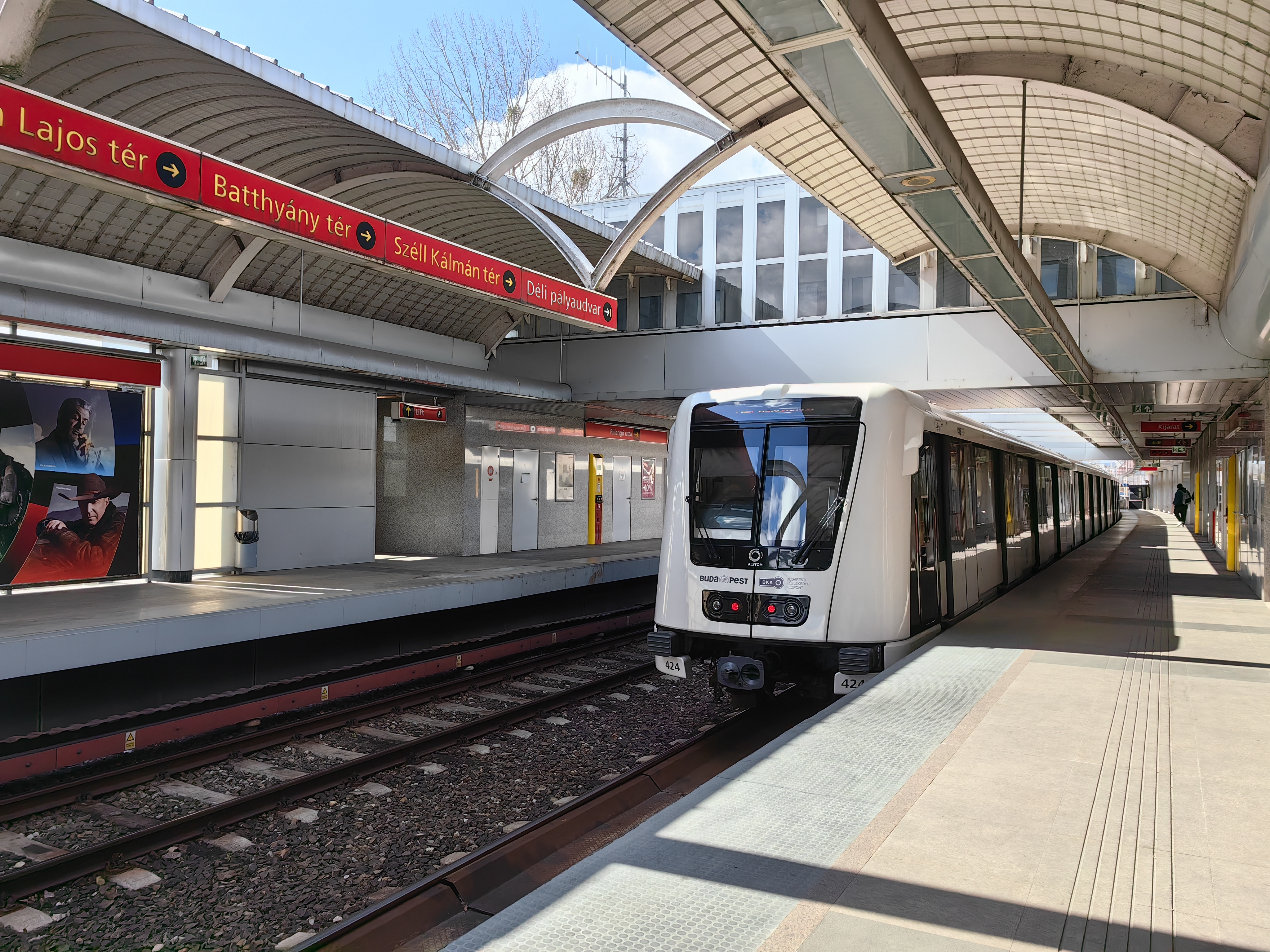
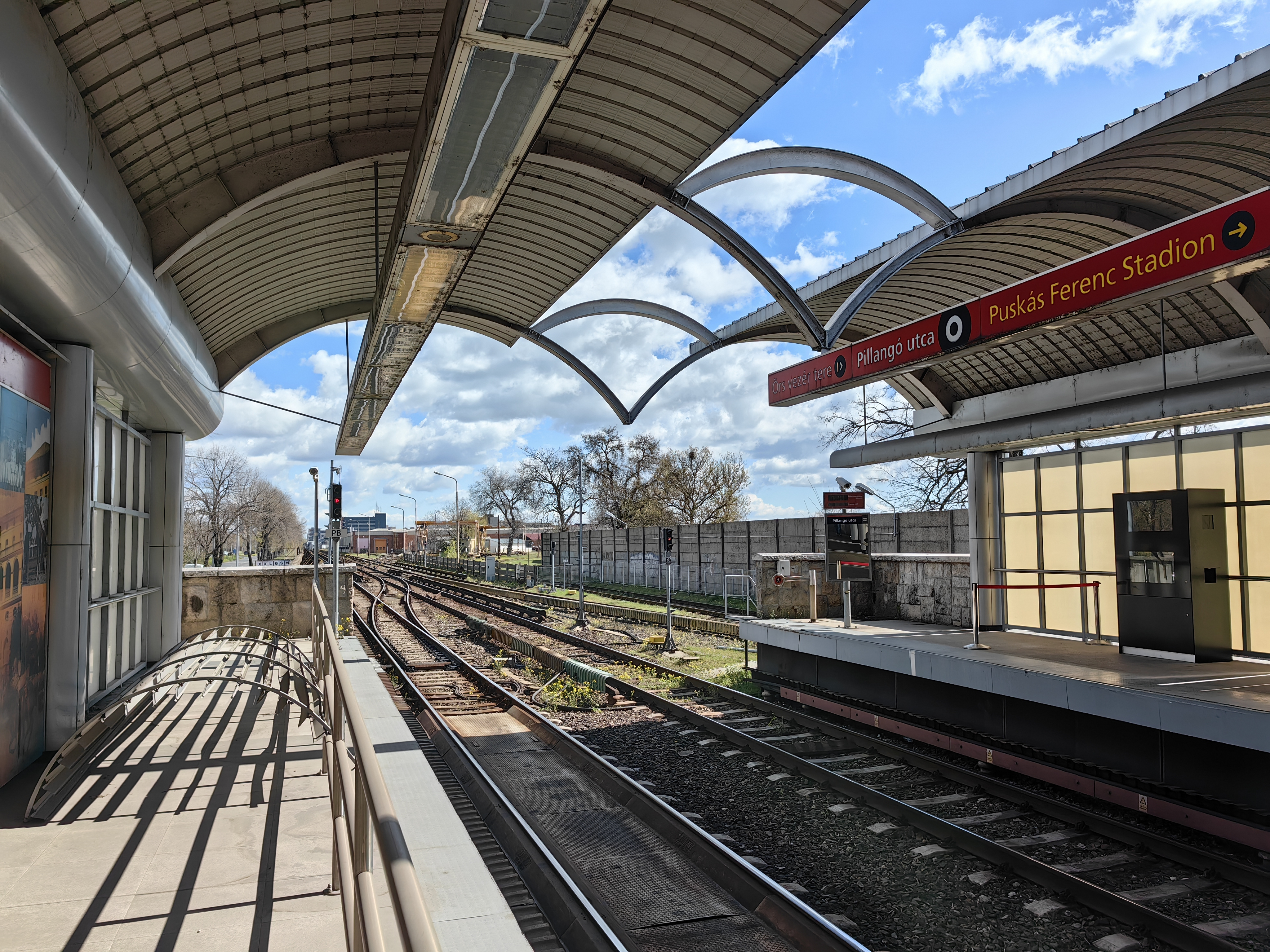

## Átszállási kapcsolatok
| Pillangó utca | 10 | Lóverseny pálya (Kincsem Park) |